# Polskie Radio Program II
Polskie Radio Program II (Dwójka, Radiowa Dwójka, Program Drugi Polskiego Radia, Warszawa II, oficjalny skrót PR2) – ogólnopolska, całodobowa, publiczna polska stacja radiowa, będąca częścią spółki akcyjnej Polskie Radio. Początki stacji sięgają ostatnich lat przed II wojną światową, kiedy jako Warszawa II od godziny 14 nadawała około pięciu godzin dziennie. Regularną emisję programu rozpoczęto dopiero 3 października 1949. Od 13 grudnia 1981 do 17 stycznia 1982 roku emisja programu była zawieszona w związku z wprowadzeniem stanu wojennego w Polsce.

## Charakterystyka
Radiostację można odbierać drogą naziemną, poprzez Internet, HbbTV lub za pośrednictwem wybranych platform cyfrowych. Rozgłośni można słuchać przy użyciu łącza telefonicznego – numer (22) 645 92 00. Siedziba Dwójki mieści się w Warszawie, przy Al. Niepodległości 77/85.
Stacja nadaje audycje kulturalne, popularyzujące literaturę i filozofię oraz muzykę poważną, jazzową i ludową, przedstawienia teatru wyobraźni. Do radia zapraszani są często ludzie kultury i nauki.
W nocy z 30 maja na 31 maja 2007 roku została przeprowadzona Akcja Alokacja. Ze względu na słaby zasięg Programu I Polskiego Radia na falach UKF zamieniono większość częstotliwości Jedynki z częstotliwościami Dwójki.
Według badania Radia Track (wykonane przez MillwardBrown SMG/KRC) za okres wrzesień 2015 – listopad 2015 (w październiku stacja intensywnie emitowała wydarzenia związane z XVII Międzynarodowym Konkursem Pianistycznym im. Fryderyka Chopina), wskaźnik słuchalności Polskiego Radia Programu II wynosi 0,6 proc., co daje tej stacji 17. pozycję w Polsce.

## Ludzie Programu II (dawniej i obecnie)

### Dyrektorzy / redaktorzy naczelni
- Andrzej Korman (1983-1990)
- Edward Pałłasz (1995-1998)
- Elżbieta Markowska (1991-1995: stworzyła nową formułę tej anteny, oraz ponownie od sierpnia 1999-do początku 2007 r.)
- Krzysztof Zaleski (od marca 2007 do 20 października 2008 roku)
- Paweł Milcarek (od grudnia 2008 do 29 grudnia 2009 roku)
- Małgorzata Małaszko-Stasiewicz (2011-2024)
- Piotr Kędziorek (od 2024 roku)[4]

### Autorzy audycji oraz prezenterzy
- Maria Baliszewska
- Klaudia Baranowska
- Kuba Borysiak
- Wiktor Aleksander Brégy
- Paweł Brodowski
- Bartek Chaciński
- Andrzej Chłopecki
- Hubert Chutowski
- Faustyna Cieślak
- Stanisław Dybowski
- Dawid Dziedziczak
- Krzysztof Dziuba
- Irena Eichler
- Bożena Fabiani
- Anna Fuksiewicz
- Dorota Gacek
- Małgorzata Gąsiorowska
- Hanna Maria Giza
- Maciej Łukasz Gołębiowski
- Tomasz Gregorczyk
- Joanna Grotkowska
- Elżbieta Gryń-Stasik
- Jacek Hawryluk
- Janusz Jabłoński
- Małgorzata Jędruch
- Magdalena Juszczyk
- Maciej Karłowski
- Piotr Kędziorek
- Włodzimierz Kleszcz
- Katarzyna Kobylecka
- Agata Kwiecińska
- Aleksander Laskowski
- Michał Libera
- Aldona Łaniewska-Wołłk
- Magdalena Łoś-Komarnicka
- Elżbieta Łukomska
- Marcin Majchrowski
- Witold Malesa
- Iwona Malinowska
- Bożena Markowska
- Piotr Matwiejczuk
- Michał Mendyk
- Renata Mieszkowska
- Kacper Miklaszewski
- Tomasz Mościcki
- Irena Myczka
- Piotr Mysłakowski
- Katarzyna Nowak
- Ewa Obniska
- Piotr Orawski
- Wojciech Ossowski
- Bartosz Panek
- Marcin Pesta
- Małgorzata Pęcińska
- Justyna Piernik
- Bogumiła Prządka
- Ewa Prządka
- Przemysław Psikuta
- Paweł Sawicki
- Barbara Schabowska
- Paweł Siwek
- Monika Skarżyńska
- Jacek Skolimowski
- Andrzej Skrendo
- Anna Skulska
- Andrzej Sowa
- Ewa Stocka-Kalinowska
- Beata Stylińska
- Andrzej Sułek
- Adam Suprynowicz
- Tomasz Szachowski
- Ewa Szczecińska
- Anna Szewczuk-Czech
- Hanna Szof
- Joanna Szwedowska
- Hanna Szczęśniak
- Róża Światczyńska
- Kamil Radomski
- Barbara Taraszkiewicz-Nowik
- Grażyna Teodorowicz
- Tomasz Tłuczkiewicz
- Małgorzata Tułowiecka
- Bartłomiej Wąsik
- Monika Zając
- Andrzej Zieliński
- Marek Zwyrzykowski
- Zofia Żmigrodzka

## Audycje Programu II (dawniej i obecnie)
- „Akademia Jana Sebastiana”
- „Biografie niezwykłe”
- „Chopin 2010”
- „Chopin w operze”
- „Co słychać w muzyce”
- „Czas na folk”
- „Czas na poezję”
- „Czasem gramy”
- „Cztery struny świata”
- „Czwartki poetyckie”
- „Daleko stąd”
- „Dawno, niedawno”
- „Dramat w Teatrze Wyobraźni”
- „Droga do Wiednia”
- „Dwójka na życzenie”
- „Etniczna podróż”
- „Fantazja polska”
- „Filharmonia Dwójki”
- „Głębokie słuchanie”
- „Hortus musicus, hortus electronicus”
- „Jazz o świtaniu”
- „Jazz piano forte”
- „Jazztime magazine”
- „Jest taki obraz”
- „Kanon Dwójki”
- „Kleszczowisko”
- „Klub Ludzi Ciekawych Wszystkiego”
- „Kształty przestrzeni”
- „Kulturalne przedpołudnie”
- „Lekcja muzyki Piotra Orawskiego”
- „Mistrzowie miniatury literackiej”
- „Musica humana”
- „Muzycy stulecia”
- „Muzyczna noc Euroradia”
- „Muzyczny kanon Dwójki”
- „Muzyczny turniej Dwójki”
- „Muzyka na syntezatory” (na początku lat 80.)
- „Muzyka na życzenie”
- „Na marginesach literatury”
- „Nie tylko o muzyce”
- „Niecodzienny magazyn kulturalny”
- „Niezwykły świat opery”
- „Nokturn”
- „Nowa-mowa”
- „Nowe kontrapunkty”
- „O muzyce... i nie tylko”
- „Płytomania”
- „Poranek Dwójki”
- „Powieść w Teatrze Wyobraźni”
- „Puls Jazzu”
- „Quodlibet Dwójki”
- „Rozmowy Improwizowane”
- „Romantycy Muzyki Rockowej”
- „Sezon na Dwójkę”
- „Sławne rody i rodziny”
- „Słowo na dzień”
- „Słuchaj świata”
- „Studio form dokumentalnych”
- „Studio Reportażu i Dokumentu”
- „Szkic do portretu”
- „Sztuka przekładu”
- „Świat młodych”
- „Ten cały musical”
- „To się czyta”
- „U progu kariery”
- „Wariacje z muzyką”
- „Wieczór literacki”
- „Wieczór operowy Dwójki”
- „Wieczór płytowy”
- „Wieczór ze słuchowiskiem”
- „W Dwójce raźniej”
- „W stronę sztuki”
- „Wybieram Dwójkę”
- „Z Archiwum R”
- „Z muzycznego Archiwum Polskiego Radia”
- „Z sal koncertowych Europy”
- „Zapiski ze współczesności”
- „Źródła”

## Akcja „Nie skazujmy radia publicznego na milczenie”
8 lipca 2009 o godzinie 6.00 rozpoczęła się trwająca 1 dobę akcja protestacyjna. Była to pierwsza taka akcja w historii Polskiego Radia. Wstrzymano emisję programu, nadawany był tylko śpiew ptaków, „Warszawianka” i tekst protestu. Powody protestu wyjaśniał w artykule opublikowanym w „Rzeczpospolitej” ówczesny dyrektor Dwójki Paweł Milcarek.

## Lokalizacje analogowych stacji nadawczych
- Biała Podlaska – 98,3 MHz
- Białogard/Sławoborze – 98,2 MHz
- Białystok – 106,4 MHz
- Bielsko-Biała – 104,5 MHz
- Bydgoszcz/Trzeciewiec – 97,6 MHz
- Częstochowa/Wręczyca – 90,6 MHz
- Dęblin[6]/Ryki – 88,7 MHz
- Duszniki-Zdrój – 93,2 MHz
- Elbląg/Jagodnik – 102,3 MHz
- Gdańsk – 89,5 MHz
- Gdynia – 97,2 MHz
- Giżycko/Miłki – 92,6 MHz
- Gorzów Wielkopolski - 90,7 MHz
- Iława/Kisielice – 102,7 MHz
- Jarosław – 93,8 MHz
- Kalisz/Mikstat – 95,6 MHz
- Katowice/Kosztowy – 105,6 MHz
- Kielce – 102,7 MHz
- Kłodzko – 92,4 MHz
- Konin – 95,0 MHz
- Koszalin/Gołogóra – 93,8 MHz
- Kraków – 102,0 MHz
- Krynica-Zdrój/Góra Jaworzyna – 89,6 MHz
- Kudowa-Zdrój/Góra Parkowa – 91,2 MHz
- Legnica – 105,3 MHz
- Leszno – 88,7 MHz
- Lębork/Skórowo Nowe – 88,2 MHz
- Lubaczów – 88,4 MHz
- Lubań[6]
- Świeradów-Zdrój/Stóg Izerski – 93,2 MHz
- Lublin – 91,8 MHz
- Łódź – 91,4 MHz
- Nowy Sącz/Wysokie – 99,1 MHz
- Nowy Tomyśl/Bolewice – 107,7 MHz
- Nysa – 91,5 MHz
- Olsztyn/Pieczewo – 93,7 MHz
- Opoczno[6]/Przysucha/Kozłowiec – 104,8 MHz
- Opole/Chrzelice – 94,5 MHz
- Ostrołęka/Ławy – 96,3 MHz
- Piła – 102,5 MHz
- Płock/Rachocin – 98,1 MHz
- Polkowice – 95,7 MHz
- Poznań – 89,1 MHz
- Przasnysz – 107,1 MHz
- Przemyśl/Tatarska Góra – 94,1 MHz
- Rabka-Zdrój/Luboń Wielki – 90,4 MHz
- Radom – 100,3 MHz
- Rzeszów/Baranówka – 105,8 MHz
- Siedlce – 94,6 MHz
- Stargard – 107,6 MHz
- Suwałki/Krzemianucha – 92,0 MHz
- Szczecin – 96,3 MHz
- Tarnów/Lichwin – 88,6 MHz
- Wałbrzych/Chełmiec – 87,9 MHz
- Warszawa – 104,9 MHz
- Włocławek/Szpetal Górny – 93,9 MHz
- Włodawa – 102,5 MHz
- Wrocław/Żórawina – 87,7 MHz
- Zakopane/Gubałówka – 90,9 MHz
- Zamość/Tarnawatka – 87,6 MHz
- Zielona Góra/Jemiołów – 89,9 MHz
- Żagań/Wichów – 104,7 MHz
- Żywiec/Góra Grojec – 95,1 MHz

(opracowano na podstawie danych portalu RadioPolska – stan na 2019)
Dwójkę można odbierać w 60% kraju dzięki dużej liczbie nadajników. Dwójka dysponuje nadajnikami o słabszej mocy niż Jedynka. Niektóre luki w sygnale UKF pokrywa emisja DAB+.

## Odbiór cyfrowy
Od 1 października 2013 roku rozgłośni można słuchać na radioodbiornikach naziemnej radiofonii cyfrowej DAB+.